# لیلی می بردفورد
لیلی می بردفورد (انگلیسی: Lillie Mae Bradford؛ ۱ اکتبر ۱۹۲۸ – ۱۴ مارس ۲۰۱۷) فعال حقوق مدنی سیاه‌پوست اهل ایالات متحده آمریکا بود. او چهار سال پیش از نافرمانی مدنی رزا پارکس (۱۹۵۵) که بازتاب گسترده‌ای در جامعه آمریکا داشت، در ۱۹۵۱، صندلی‌اش را به یک مرد سفیدپوست در اتوبوسی در مانتگامری نداد و به‌خاطرش دستگیر شد.